# Võru
Denna artikel behandlar staden. För språket, se võro.

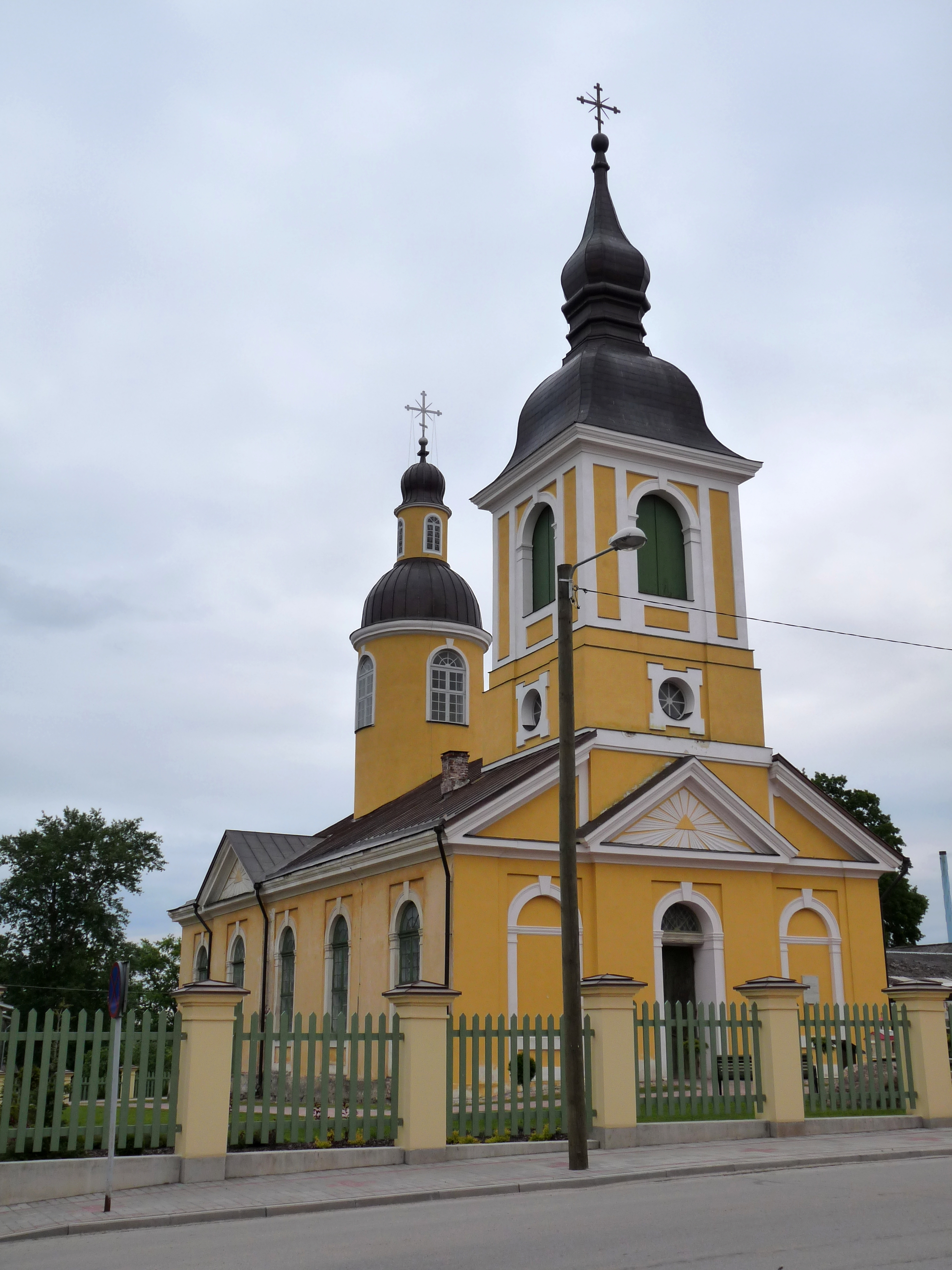
Katarinakyrkan i Võru.

Võru (võro: Võro; tyska: Werro) är en stad som utgör en egen kommun (stadskommun) i sydöstra Estland. Den är residensstad i landskapet Võrumaa och ligger 220 km sydost om huvudstaden Tallinn, inte långt från den ryska och lettiska gränsen. Staden är belägen vid den norra stranden av sjön Tamula järv, som genom vattendraget Võhandu jõgi rinner ut i Pskovsjön. I omgivningarna runt Võru växer i huvudsak blandskog.
Antalet invånare uppgick 2018 till 12 022 och flertalet har estniska som modersmål. Runt Võru är det mycket glesbefolkat, med 7 invånare per kvadratkilometer. Võru är det största samhället i trakten. 
Staden grundades av Rigas generalguvernör på befallning av Rysslands kejsarinna Katarina II den 21 augusti 1784 på den tidigare på platsen belägna Võru herrgård, vilken verkar tidigare ha ersatt det gamla tyska biskopssätet Kirumpää. Den lutherska Katarinakyrkan (Katariina kirik, 1793) och den ortodoxa kyrkan (Võru Suurkannataja Ekaterina kirik, 1806) finns i stadens centrum. Den estniska nationaleposet Kalevipoegs författare Friedrich Reinhold Kreutzwald bodde i Võru mellan åren 1833-1877, där han verkade som stadsläkare. Staden har flera sevärdheter som relaterar till denne man. En slottsruin finns även att beskåda.

## Vänorter
Võru har följande vänorter:
- Alūksne, Lettland
- Bad Segeberg, Tyskland
- Chambray-lès-Tours, Frankrike
- Härryda kommun, Sverige
- Idensalmi, Finland
- Joniškis, Litauen
- Kaniv, Ukraina
- Landskrona kommun, Sverige
- Letala, Finland
- Smoljan, Bulgarien
- Suwałki, Polen

### Fotnoter
1. ↑  ”PO0282U: POPULATION BY SEX, AGE GROUP AND PLACE OF RESIDENCE AFTER THE 2017 ADMINISTRATIVE REFORM, 1 JANUARY” (på engelska). Eesti Statistika. http://pub.stat.ee/px-web.2001/Dialog/varval.asp?ma=PO0282U&ti=POPULATION+BY+SEX%2C+AGE+GROUP+AND+PLACE+OF+RESIDENCE+AFTER+THE+2017+ADMINISTRATIVE+REFORM%2C+1+JANUARY&path=../I_Databas/Population/01Population_indicators_and_composition/04Population_figure_and_composition/&lang=1. Läst 28 augusti 2018.
2. ↑  Toivo Miljan, Historical Dictionary of Estonia (Lanham, Md.: Scarecrow Press, 2004), s. 10.
3. ↑  ”NASA Earth Observations: Land Cover Classification”. NASA/MODIS. Arkiverad från originalet den 28 februari 2016. https://web.archive.org/web/20160228161657/http://neo.sci.gsfc.nasa.gov/view.php?datasetId=MCD12C1_T1. Läst 30 januari 2016.
4. ↑  ”NASA Earth Observations: Population Density”. NASA/SEDAC. Arkiverad från originalet den 9 februari 2016. https://web.archive.org/web/20160209064446/http://neo.sci.gsfc.nasa.gov/view.php?datasetId=SEDAC_POP. Läst 30 januari 2016.
5. ↑  Kreutzwald, Svensk uppslagsbok 1955.
6. ↑  Võru sõpruslinnad Arkiverad 14 oktober 2013 hämtat från the Wayback Machine.